# Симон Тридентский

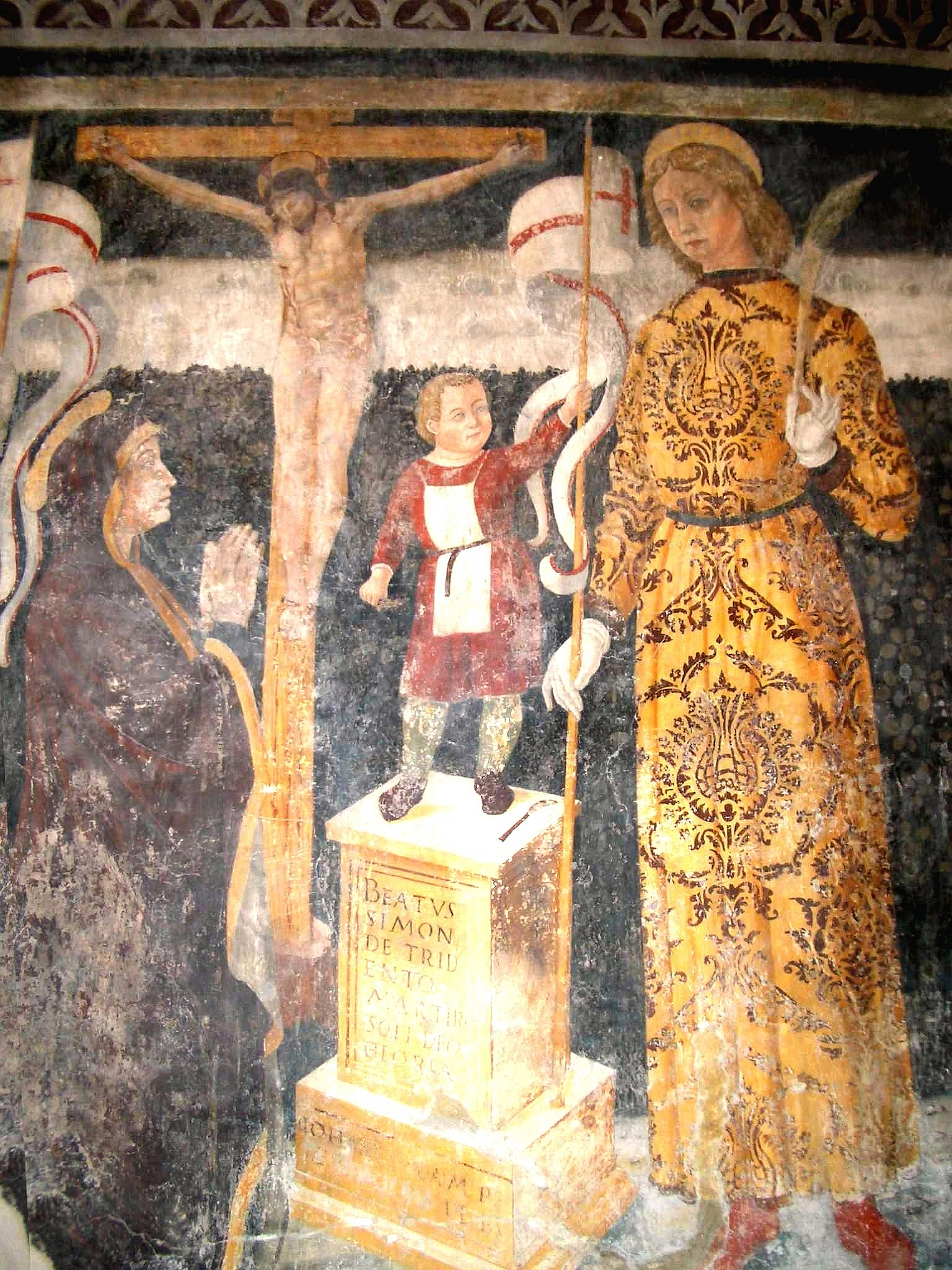
Фреска в церкви Santa Maria Annunciata в Италии

Си́мон Тре́нтский (нем. Simon Unverdorben, Simon von Trent; итал. Simonino di Trento, род. в конце XV века, умер примерно 21 марта 1475) — двухлетний мальчик из города Тренто в Южном Тироле (теперь в Италии), в исчезновении которого обвинили глав местной еврейской общины. 15 человек были сожжены заживо и один умер в тюрьме.
Эти и последовавшие за ними события, продолжавшиеся в той или иной форме почти 5 столетий, известны как один из крупнейших европейских кровавых наветов на евреев.

## Исторические события
К началу 1475 года в Триесте отношения между христианской и еврейской общинами были вполне дружескими. Эта ситуация не устраивала странствующего францисканского проповедника Бернардино да Фельтре, который старался возбудить население против евреев. Он провёл в городе несколько проповедей, в которых он чернил местную еврейскую общину и предсказал, что к ближайшей Пасхе будет совершено убийство с ритуальной целью.
2-летний Симон исчез во время Пасхи 1475 года; вскоре его тело было обнаружено в реке (недалеко от еврейского дома) несколькими евреями, которые тотчас сообщили об этом епископу. Это не помешало общей уверенности, которую распространял особенно отец мальчика, что ребёнка похитили и убили евреи, при этом выпустили из него всю кровь для использования в приготовлении пасхальной мацы и отправления своих тайных ритуалов.
Крещеный еврей Иоанн Фельтрский, сидевший несколько лет в тюрьме за кражу, заявил, что евреи употребляют христианскую кровь для ритуальных целей. Были арестованы все члены еврейской общины вместе с женами и детьми.
После длительного расследования папа Сикст V причислил Симона к лику святых, хотя официальной церемонии канонизации осуществлено не было. В 1965 году Второй Ватиканский собор Католической Церкви отменил культ Симона Трентского, как основанный на злонамеренной мистификации, и удалил его имя из католического мартиролога. Так же в 1966 поступила Англиканская церковь с культом Хью Линкольнского.